# Kazajistán en los Juegos Olímpicos de Sídney 2000
Kazajistán estuvo representado en los Juegos Olímpicos de Sídney 2000 por un total de 130 deportistas que compitieron en 17 deportes.  
El portador de la bandera en la ceremonia de apertura fue el boxeador Yermajan Ibraimov.

## Medallistas
El equipo olímpico kazajo obtuvo las siguientes medallas:
| Nombre               | Deporte          | Competición            |
| -------------------- | ---------------- | ---------------------- |
| Oro                  |                  |                        |
| Olga Shishiguina     | Atletismo        | 100 m vallas F         |
| Yermajan Ibraimov    | Boxeo            | Superligero (71 kg) M  |
| Bekzat Sattarjanov   | Boxeo            | Pluma (57 kg)          |
| Plata                |                  |                        |
| Bolat Zhumadilov     | Boxeo            | Mosca (51 kg) M        |
| Mujtarjan Dildabekov | Boxeo            | Superpesado (+91 kg) M |
| Alexandr Vinokurov   | Ciclismo en ruta | Ruta M                 |
| Islam Bairamukov     | Lucha libre      | 97 kg M                |
| Bronce               |                  |                        |
| —                    |                  |                        |